# ۳۱۴ (میلادی)
۳۱۴ (میلادی) سیصد  و چهاردهمین سال تقویم میلادی است.

## درگذشتگان
‎